# Hugo och Josefin
Hugo och Josefin är en bok från 1962 skriven av Maria Gripe och illustrerad av Harald Gripe. Den är en fortsättning på Josefin, vilken utkom 1961. Boken har även filmatiserats 1967 i regi av Kjell Grede. 

## Handling
Den handlar om Anna Grå, som kallar sig Josefin, och hennes nya klasskompis Hugo. Boken är den andra av tre böcker om Hugo och Josefin som Gripe skrev. Trilogin inleddes med Josefin från 1961 och avslutades med Hugo 1966. Trilogin innebar Gripes genombrott som författare.